# Axis (anatomie)
De axis of draaier is in de anatomie de tweede halswervel. De wetenschappelijke annotatie is C2.
Het is de draaier van de wervelkolom. De axis maakt met zijn tand (dens axis) gewricht met de eerste (C1) halswervel of atlas. Dit is in zijn geheel de articulatio atlantoaxialis. Op de voor- en achterzijde van de dens axis bevindt zich een gewrichtsvlak: de facies articularis anterior die articuleert met de fovea dentis van de atlas, en de facies articularis posterior waartegen het ligamentum transversum atlantis komt te liggen dat de dens op zijn plaats houdt. Atlas en hoofd draaien om de dens axis, een beweging die overeenkomt met het nee-schudden. Verder heeft de atlas dezelfde kenmerken als de andere halswervels.

## Fractuur bij ophanging
Bij ophanging is het de bedoeling dat deze wervel breekt en de persoon overlijdt, dit heet een Hangman's fracture.

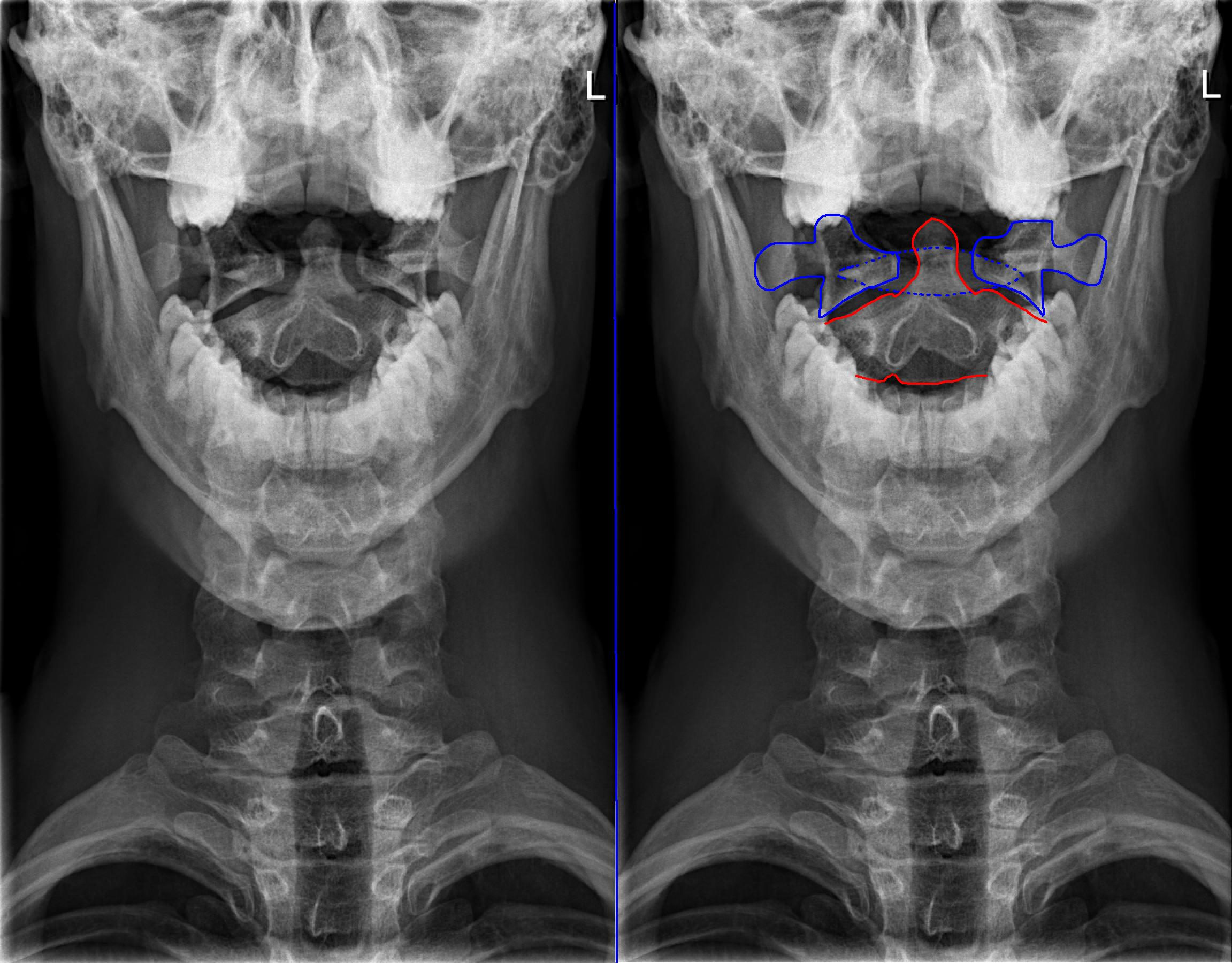
Röntgenfoto (met geopende mond) in voor-achterwaartse richting van de cervicale wervelkolom, die de relatie tussen C1 en C2 aangeeft. Links zonder, rechts met annotatie. Blauwe markering is C1, rode markering is C2

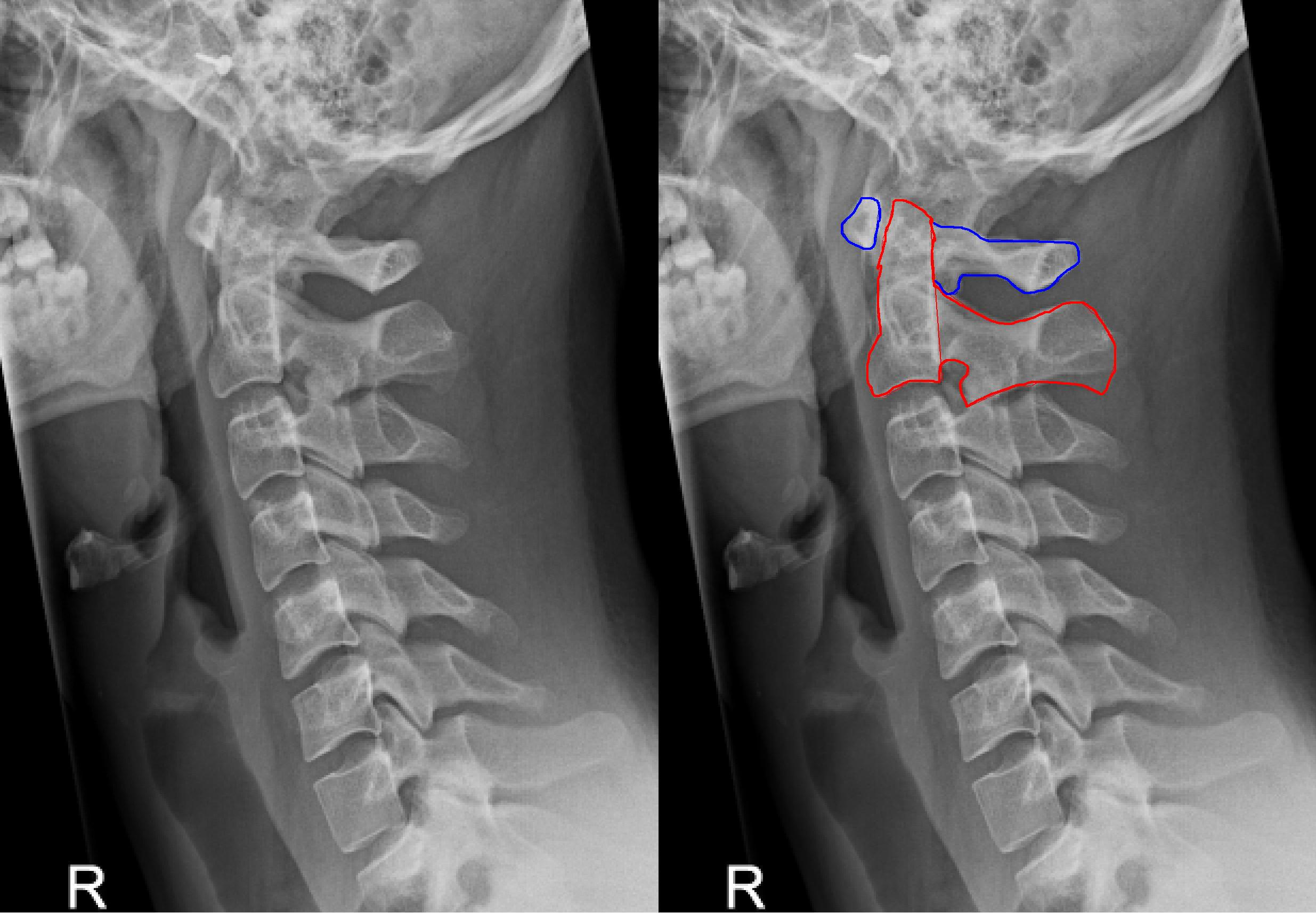
Röntgenfoto in zijwaartse richting van de cervicale wervelkolom, die de relatie tussen C1 en C2 aangeeft. Links zonder, rechts met annotatie. Blauwe markering is C1, rode markering is C2